# Цачо Андрейковськи
Цачо Петров Андрейковськи (болг. Цачо Петров Андрейковски; 10 жовтня 1954) — болгарський боксер, призер чемпіонатів Європи серед аматорів.

## Аматорська кар'єра
1974 року став чемпіоном Європи серед юніорів. На чемпіонаті світу 1974 у легшій вазі програв в першому бою Хуану Франсіско Родрігесу (Іспанія).
На чемпіонаті Європи 1975 завоював срібну медаль.
- У 1/8 фіналу переміг Свена Оліна (Фінляндія) — TKO 2
- У чвертьфіналі переміг Ришарда Ягельського (Польща) — 5-0
- У півфіналі переміг Мірчу Тоне (Румунія) — 5-0
- У фіналі програв Віктору Рибакову (СРСР) — 2-3

На Олімпійських іграх 1976 нокаутував Альдо Косентіно (Франція), а потім програв Ку Єн Джу (Північна Корея).
На чемпіонаті Європи 1977 у напівлегкій вазі програв у першому бою Ріхарду Новаковському (НДР). На чемпіонаті світу 1978 в першому бою переміг Ріхарда Новаковського, а в другому був нокаутований Віктором Рибаковим (СРСР).
На чемпіонаті Європи 1979 завоював срібну медаль.
- У 1/8 фіналу переміг Маноліса Бакрісіоріса (Греція) — RSC 1
- У чвертьфіналі переміг Даніеля Лондаса (Франція) — 4-1
- У півфіналі переміг Карло Руссолілло (Італія) — DQ 3
- У фіналі програв Віктору Рибакову (СРСР) — KO 1

На Олімпійських іграх 1980 переміг нокаутом Вільяма Азанора (Нігерія) та Бартелемі Адукону (Бенін), а у чвертьфіналі програв Віктору Рибакову (СРСР).